# Albinus (évêque d'Uzès)
Pour les articles homonymes, voir Albinus.
Albinus ou Albin, 6e évêque d’Uzès, épiscopat en 581.

## Chronologie
| 581. | Albin, ex-préfet de Marseille (573-575), succède à saint Ferréol, par l'influence de Dynamius, recteur de la Provence (575-587), et sans l'intervention du roi Childebert. — Il siège trois mois, et meurt au moment où on songeait à le déposséder. |